# Jacques Durand (homme politique)
Pour les articles homonymes, voir Jacques Durand et Durand.
Jacques Durand, né le 18 février 1939 et mort le 5 janvier 1991, est un homme politique français.

## Biographie
Instituteur, puis professeur de collège, membre du parti socialiste à partir de 1971 après avoir milité au sein de la Convention des institutions républicaines, il est élu conseiller général du canton de Réalmont en 1979 et président du conseil général du Tarn en 1982.
Il est appelé à siéger au Sénat en 1983 pour remplacer Georges Spénale. Il exerce ce mandat jusqu'en 1986.
Élu (minoritaire) au conseil municipal de Réalmont en 1973, il devient le maire de la commune en 1983.